# Ninni
Ninni är ett kvinnonamn. 

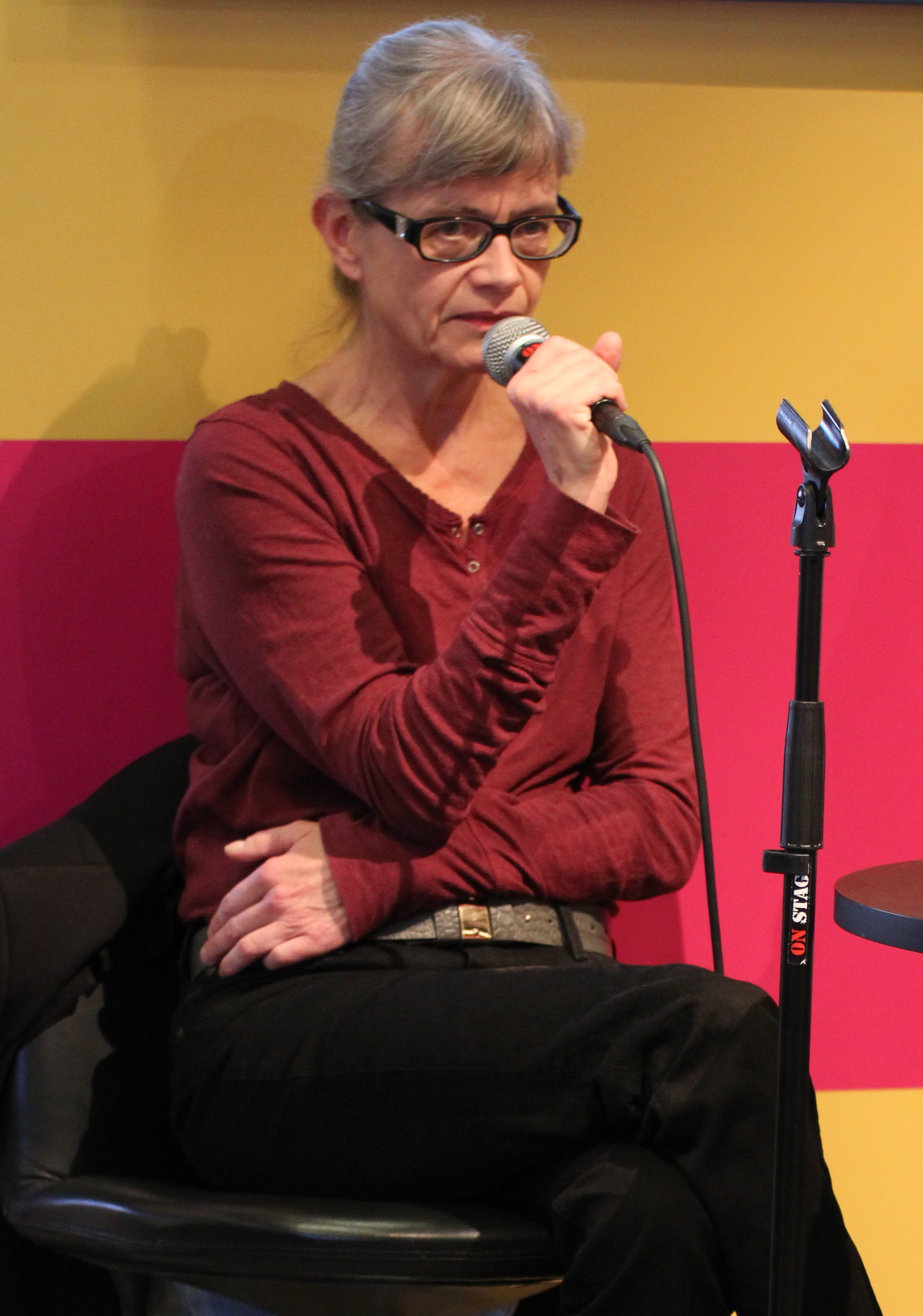
Ninni Holmqvist, 2014.

Namnsdag infördes i Sverige den 1 juni 1986, men utgick 1993. I den finlandssvenska namnsdagslängden har Ninni namnsdag 26 oktober sedan 1950, tillsammans med Nina. Före det hade de båda namnsdag 11 november 1929–1949.
- Ninni Bergsten
- Ninni Carr
- Ninni Elliot
- Ninni Holmqvist
- Ninni Huldt
- Ninni Kronberg
- Ninni Lindgren
- Ninni Löfberg
- Ninni Schulman